# Château de Sanquhar
 (août 2025).
Le contenu est difficilement compréhensible vu les erreurs de traduction, qui sont peut-être dues à l'utilisation d'un logiciel de traduction automatique.

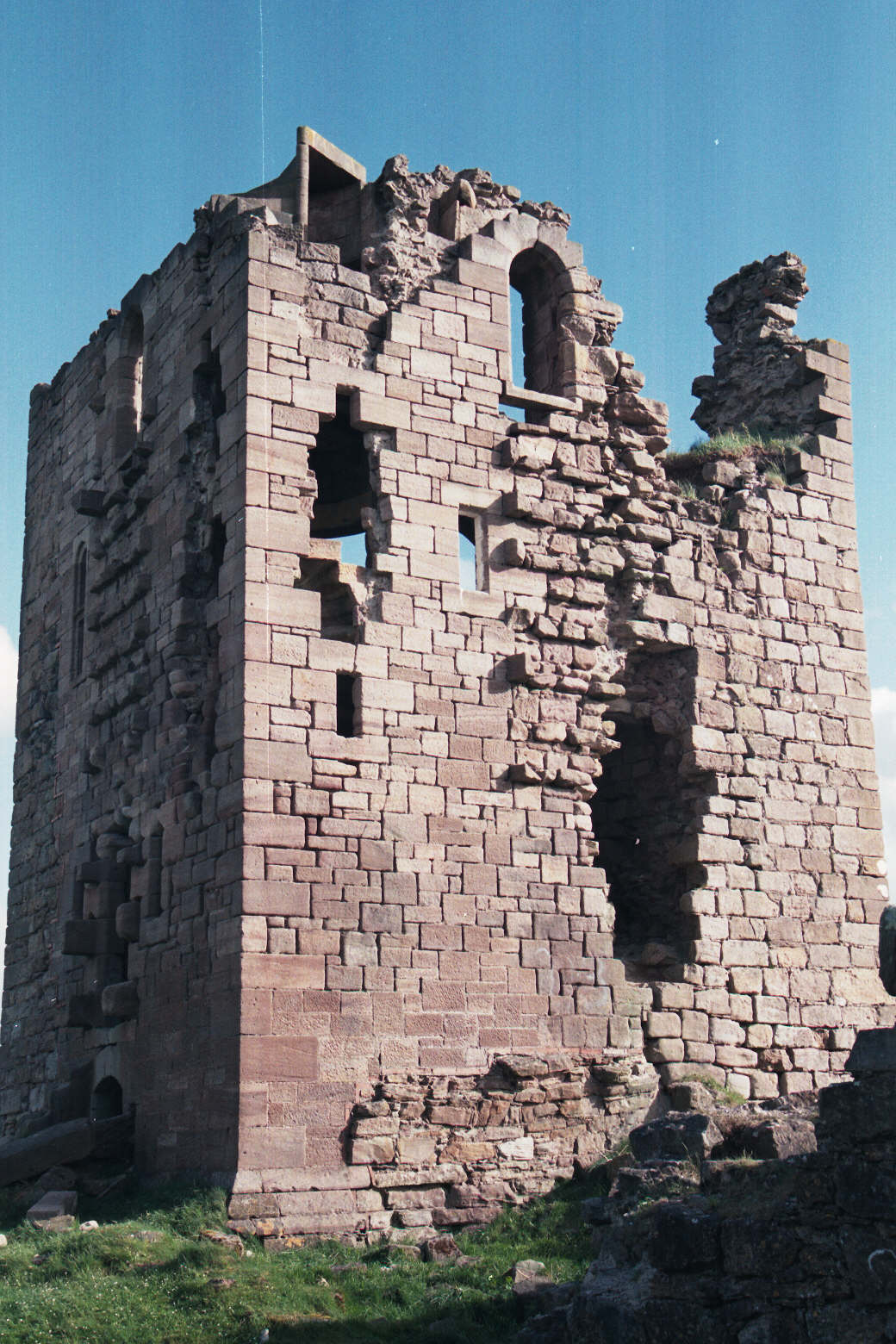
Tour en ruines du château de Sanquhar.

Le château de Sanquhar, devenue une ruine, est bâti au XIIIe siècle. Les ruines se situent au nord-est de Dumfries surplombant la Nith. Situé au sud de l'ancien burgh royal de Sanquhar dans le Dumfries and Galloway, au sud-ouest de l'Écosse, le château se trouve sur le sentier de Southern Upland Way. Le château est un bastion borné à l'ouest par la Nith, au nord par un ruisseau et par un fossé profond sur le reste de son périmètre.

## Historique
Le château est bâti par la famille Ross au XIIIe siècle, puis arrive aux mains de la famille Crichton au XIVe siècle. En juillet 1617, Jacques VI et Ier visite le château tandis qu'il chemine vers Glasgow : Les Chrichton mettent tellement les petits plats dans les grands afin de l'accueillir qu'ils font faillite. Au XVIIe siècle, William Douglas, 1er duc de Queensberry, acquiert le château, vendu par les Chrichton, et établit le Château de Drumlanrig, un château de grès rose situé à environ une quinzaine de kilomètres au sud de Sanquhar, à proximité de Thornhill. Depuis ce temps-là, le château de Sanquhar commence à tomber en ruines, de façon continue, jusqu'en 1895, lorsque John Crichton-Stuart, 3e marquis de Bute, en fait l'acquisition et tente d'entamer une restauration de son foyer ancestral, suivant les restaurations réussies du Château de Cardiff ainsi que du Château Coch au Pays de Galles. Robert Weir Schultz est à la tête de cette entreprise et la place ainsi que des sections structurellement plus solides ont été reconstruites à cette époque peuvent clairement être identifiées. 
L'ouvrage se termine à la mort du marquis en 1900, et ce qui se trouve à gauche du site est un mélange de la restauration ainsi que de l'édifice en pierre original, mais est encore très loin de tout sens d'achèvement. Le château est désigné scheduled monument.
55° 21′ 44″ N, 3° 55′ 06″ O